# La lite di Oberon e Titania
La lite di Oberon e Titania (The Quarrel of Oberon and Titania) è un dipinto ad olio su tela realizzato nel 1849 da Joseph Noel Paton e conservato alla Scottish National Gallery di Edimburgo.

## Descrizione
Il dipinto rappresenta la prima scena del secondo atto della commedia shakespeariana Sogno di una notte di mezza estate. In esso, Oberon e Titania si contendono un bambino indiano che si nasconde dietro alla regina delle fate, mentre intorno a loro, nei boschi al di fuori di Atene, un gran numero (ben 165, secondo C. S. Lewis) di fate, folletti, goblin e altre creature leggendarie procedono indisturbati nelle loro attività. Alla bellezza delle fate, rappresentate nude e intente a divertirsi o amoreggiare, si contrappongono le figure grottesche di gnomi e altri mostriciattoli, mentre a destra di staglia la statua del dio Pan, rappresentato come un satiro.
Considerata uno dei maggiori esempi del fairy painting vittoriano, l'opera mostra l'influenza di Henry Fuseli sul giovane Paton.

## Storia
La tela fu presentata per la prima volta nel 1850 alla Royal Scottish Academy, dove venne nominata "miglior dipinto della stagione". Nello stesso anno la Royal Association for Promoting the Fine Arts in Scotland acquistò l'opera, che fu in seguito comprata dalla National Gallery of Scotland nel 1897.